# Энкутаташ
Энкутаташ (геэз እንቁጣጣሽ) — праздник Нового года, отмечаемый в Эфиопии и Эритрее в соответствии с местным календарём, который восходит к коптскому и юлианскому. Приходится на 11 сентября (в високосный год — 12 сентября) по григорианскому календарю. Знаменует окончание продолжительного сезона дождей, наступление Нового года, весны. Традиционно во время праздника не принято преподносить каких-либо подарков кроме букетов жёлтых цветов, связанных с солярной символикой. Среди обеспеченных граждан со временем приобрело популярность отправление поздравительных открыток вместо вручения цветов.
Название праздника (букв. — «подношение драгоценностей») связано с легендой о возвращении на родину библейской царицы Савской в сентябре после её визита в Иерусалим к еврейскому царю Соломону. Подданные встретили её с торжествами, одарив при этом драгоценностями. По традиции перед празднеством эфиопы стараются искупаться, веря в то, что это поможет избавиться от неудач и грехов в новом году. Традиционно деревья (ель, эвкалипт, пальмовые ветви) не украшали, как это принято во всём мире, а сжигали, так как Энкутаташ связан с почитанием огня. Самые масштабные празднества происходят на главной площади столицы Эфиопии Аддис-Абебы, где разжигают самый большой огонь. В этой церемонии принимает участие президент страны. В центр костра помещают дерево высотой около пяти-шести метров. Присутствующие с надеждой и радостью смотрят на пламя, считающееся священным. Согласно верованиям, упавшая верхушка дерева предскажет ту сторону, где в новом году будет собран большой урожай.
Утром принято ходить в церковь, а после её посещения собираться дома и обедать в семейном кругу. В число праздничных блюд входят лепёшки из белой муки (инжер) и тушёное мясо (уат). Дети надевают нарядные одежды, плетут венки из цветов и дарят их прохожим. У девочек принято ходить по домам и петь песни, надеясь на вознаграждение, а мальчики продают нарисованные ими картины. Вечером идут в гости к друзьям и близким, чтобы выпить местное пиво. Взрослые общаются между собой, обсуждая планы и надежды на новый год, а дети идут тратить то, что заработали.